# Marcellinus (Schatzmeister)
Marcellinus († 351 bei Mursa [heute Osijek]) war ein im 4. Jahrhundert n. Chr. lebender spätantiker römischer Beamter.
Marcellinus diente Kaiser Constans, der den Westen des Imperiums regierte, als comes rerum privatarum und war somit verantwortlich für die Verwaltung des kaiserlichen Kronschatzes. Am 18. Januar 350 richtete Marcellinus, der offenbar sehr ehrgeizig war, zur Feier des Geburtstages seines Sohnes ein Festmahl in Augustodunum aus, an dem auch mehrere hohe Offiziere des gallischen Heeres teilnahmen. Im Laufe der Feier führte er plötzlich den Offizier Magnentius vor (ein Heide "barbarischer" Abstammung, der die Elitelegionen der Ioviani und der Herculiani kommandierte), der, wie sonst nur der Kaiser, mit einem Purpurmantel bekleidet war und ein Diadem trug. In der Hochstimmung des Festes wurde Magnentius somit auf Marcellinus’ Betreiben hin zum Augustus ausgerufen. 
Da Constans sich ohnehin keiner großen Beliebtheit erfreute, fand die Erhebung bald breite Unterstützung im Heer. Im Februar 350 wurde Constans getötet. Marcellinus wurde für seine Rolle, die er bei der Usurpation gespielt hatte, zum magister officiorum des Magnentius ernannt und genoss wohl großen Einfluss. In dieser Funktion warf er im Juni 350 den Aufstand des Nepotianus in Rom nieder. Nur ein Jahr darauf fiel Marcellinus jedoch in der blutigen Schlacht bei Mursa, in der Magnentius Constans’ Bruder Constantius II. unterlag.